# Bellevalia galitensis
Bellevalia galitensis är en sparrisväxtart som beskrevs av Bocchieri och Mossa. Bellevalia galitensis ingår i släktet Bellevalia och familjen sparrisväxter.
Artens utbredningsområde är Tunisien. Inga underarter finns listade i Catalogue of Life.